# Operacja Pheasant
Operacja Pheasant (znana również jako wyzwolenie Brabancji Północnej) – aliancka operacja wojskowa mająca na celu usunięcie wojsk niemieckich z holenderskiej prowincji Brabancja Północna podczas walk na froncie zachodnim II wojnie światowej. Ofensywa została przeprowadzona przez 21 Grupę Armii w okresie od 20 października do 4 listopada 1944 r. i zaowocowała wyzwoleniem takich miast jak Tilburg, ’s-Hertogenbosch, Roosendaal, Bergen op Zoom, Willemstad oraz Breda. W rezultacie operacji Pheasant niemiecka obrona wzdłuż kanałów i rzek została przełamana, a wojska alianckie oczyściły większość obszaru Brabancji z wojsk okupacyjnych.

## Tło sytuacyjne
We wrześniu 1944 r. alianci rozpoczęli operację Market Garden, główną ofensywę od granicy holendersko-belgijskiej przez Eindhoven i Nijmegen w kierunku mostu nad Renem w Arnhem. Celem było przekroczenie Renu i ominięcie linii Zygfryda w ramach przygotowań do ostatecznej ofensywy na Berlin. Alianckim siłom powietrznodesantowym udało się przejąć mosty, lecz opóźnienia w natarciu naziemnym i wzmacniający się opór Niemców doprowadziły do klęski w Arnhem. Atak zatrzymał się na południe od Dolnego Renu, co spowodowało powstanie dużego wybrzuszenia w linii frontu, które biegło od północnej Belgii do południowo-wschodniej Holandii i było podatne na ataki z trzech stron. Niemieckie kontruderzenia w tym rejonie, szczególnie na kierunku Nijmegen, zostały odparte, a sprzymierzeni nazwali ten obszar wyspą.
Siły niemieckie zaatakowały na przełomie września i października inną część przyczółka na zachód od zakola rzeki Moza w pobliżu miasta Venlo. Rozpoczęła się bitwa pod Overloon, w której zatrzymano Niemców, choć wysokim kosztem. Zrozumiano wtedy, że flanka dalej na zachód w kierunku Tilburga i ’s-Hertogenbosch jest najbardziej zagrożonym odcinkiem frontu, który trzeba będzie zabezpieczyć, a także rozszerzyć linię frontu.
Do 16 października dowódca 21 Grupy Armii feldmarsz. Bernard Law Montgomery dokonał reorientacji brytyjskiej 2 Armii, tak aby cała formacja była dostępna dla anglo-kanadyjskiego natarcia mającego na celu otwarcie Antwerpii jako głównego portu zaopatrującego siły alianckie w Europie. Po prawej stronie siły 2 Armii poruszałyby się wzdłuż rzeki Moza, a po lewej przeszłyby ok. 16 km na południe od Tilburga. To miało umieścić brytyjski XII Korpus dowodzony przez gen. Neila Ritchiego na lewej ścianie korytarza Eindhoven-Nijmegen, zwrócony na zachód. Po prawej stronie korpusu znajdowała się 53 Walijska Dywizja Piechoty i 7 Dywizja Pancerna (Pustynne Szczury), wspierane przez 4 Brygadę Pancerną i 33 Brygadę Pancerną. Lewa flanka złożona z dwóch dywizji szkockich – 51 Dywizji Piechoty Highland i 15 Dywizji Piechoty – byłaby wspierana przez 6 Brygadę Pancerną Gwardii.

### Plan aliantów
Opracowano operację mającą na celu wyzwolenie środkowej i zachodniej części prowincji Brabancja Północna poprzez silne uderzenie na zachód wzdłuż osi od ’s-Hertogenbosch do Bredy. Aby wesprzeć siły walczące w bitwie o Skaldę, sprzymierzona 21 Grupa Armii miała rozpocząć atak wspomagający – elementom 1 Armii Kanadyjskiej nakazano zaatakować z Belgii w operacji znanej jako operacja Suitcase, podczas gdy 2 Armia Brytyjska miała uderzyć z Holandii na odsłoniętej zachodniej flance korytarza Nijmegen. Początek operacji o kryptonimie Pheasant wyznaczono na 20 października.
53 Dywizję Walijską i 7 Dywizję Pancerną od samego początku ofensywy wyznaczono do osiągnięcia najważniejszego celu: stolicy Brabancji Północnej ’s-Hertogenbosch. Miasto liczące 50 tys. mieszkańców było średniowieczną fortecą z murami obronnymi, fosą i cytadelą poprzecinaną przez cieki wodne, rzekę Dommel i Kanał Wilhelminy.
W tym samym czasie 51 Dywizja Piechoty Highland miała zaatakować wraz z 15 Dywizją Szkocką po swojej lewej stronie, aby zdobyć miasto Tilburg i nacierać na północ. Plan ataku dywizji z Sint-Oedenrode był taki, że jako cel 153 Brygady wyznaczono miasto Schijndel, 152 Brygadzie po lewej stronie nakazano oczyszczenie zalesionego obszaru na wschód od rzeki Dommel, a 154 Brygada w transporterach Kangaroo miała pozostać w rezerwie do wykorzystania później w celu zajęcia Esch, Boxtel i Vught, a także miast i wsi na południowy wschód i południe od ’s-Hertogenbosch.
Brytyjski I Korpus dowodzony przez gen. Johna Crockera miał wspierać lewą flankę 51 Dywizji Piechoty Highland wraz z polską 1 Dywizją Pancerną, aby zdobyć miasto Breda, podczas gdy kanadyjska 4 Dywizja Pancerna zaatakowałaby Bergen op Zoom. Na lewej flance Polaków, Brytyjczycy z 49 Dywizji West Riding zamierzali zaatakować miasto Willemstad i zdobyć przyczółek nad rzeką Mark, który był jedynym możliwym miejscem przeprawy dla niemieckiej 15 Armii nad szerokim na kilometr brzegiem rzeki Hollands Diep (część ujścia Mozy). Mieli być wspierani przez amerykańską 104 Dywizję Piechoty, która została przydzielona do wsparcia brytyjskiego I Korpusu.

### Niemiecka obrona
Naprzeciw tych dwóch korpusów stanęła niemiecka 15 Armia z Grupy Armii B dowodzona przez gen. Gustava-Adolfa von Zangena. Była złożona z LXXXIX, LXVII i LXXXVIII Korpusu.

## Bitwa

### Brytyjski XII Korpus

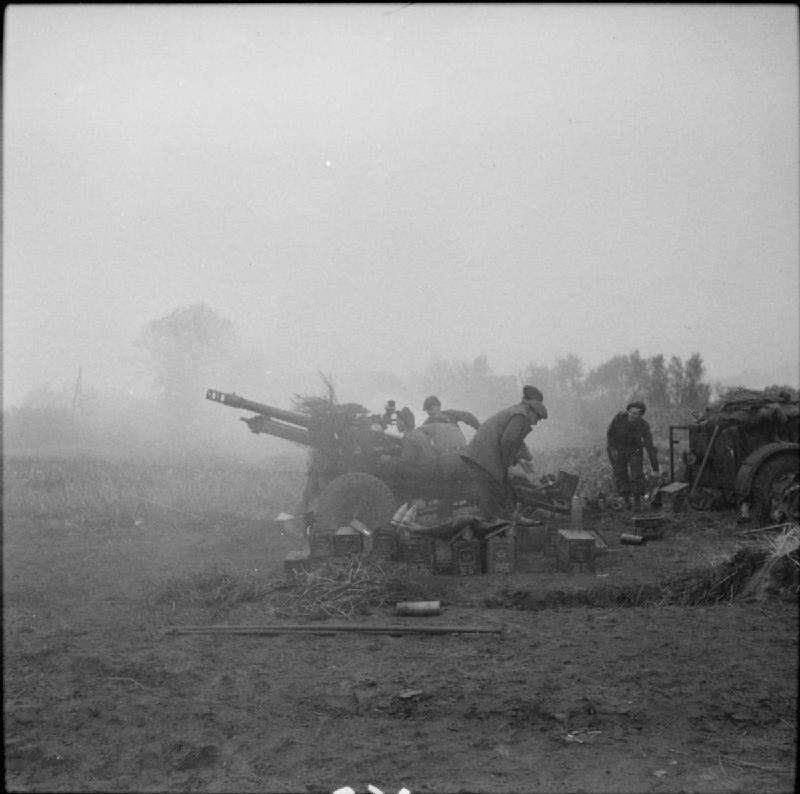
25-funtowe działa polowe prowadzą przygotowanie artyleryjskie podczas natarcia na ’s-Hertogenbosch, 23 października 1944 r.

Atak rozpoczął się w nocy 22 października. Artyleria Królewska XII Korpusu otworzyła ogień do rozpoznanych niemieckich pozycji we wsi Nuland. Korpus wkroczył do akcji wkrótce potem, ale warunki pogodowe były tak złe, że uniemożliwiły wsparcie powietrzne. Później w ciągu dnia widoczność poprawiła się i na pomoc atakującej piechocie przybyły samoloty RAF-u. myśliwce bombardujące Hawker Typhoon i Supermarine Spitfire zaatakowały mosty na Mozie w Hedel i Moerdijk. Ich największym sukcesem było jednak zniszczenie kwatery głównej 15 Armii w Dordrecht; podczas ataku zginęło dwóch generałów i siedemdziesięciu innych oficerów sztabu. 53 Dywizja Walijska, składająca się z 71 i 160 Brygady oraz 158 Brygady trzymanej w rezerwie w pobliżu Oss, rozpoczęła atak wraz z 7 Dywizją Pancerną na Nuland. 71 Brygada przystąpiła do wypierania wroga z linii Vinkel – Papendijk na południu, a 160 Brygada z linii Loonschestraat na zachód od Geffen. Nuland zostało zdobyte o 7:45, a dwa niemieckie bataliony wycofały się; później tego samego dnia ich kontratak został powstrzymany przez zmasowany ogień karabinów maszynowych.

#### Boxtel i Veghel

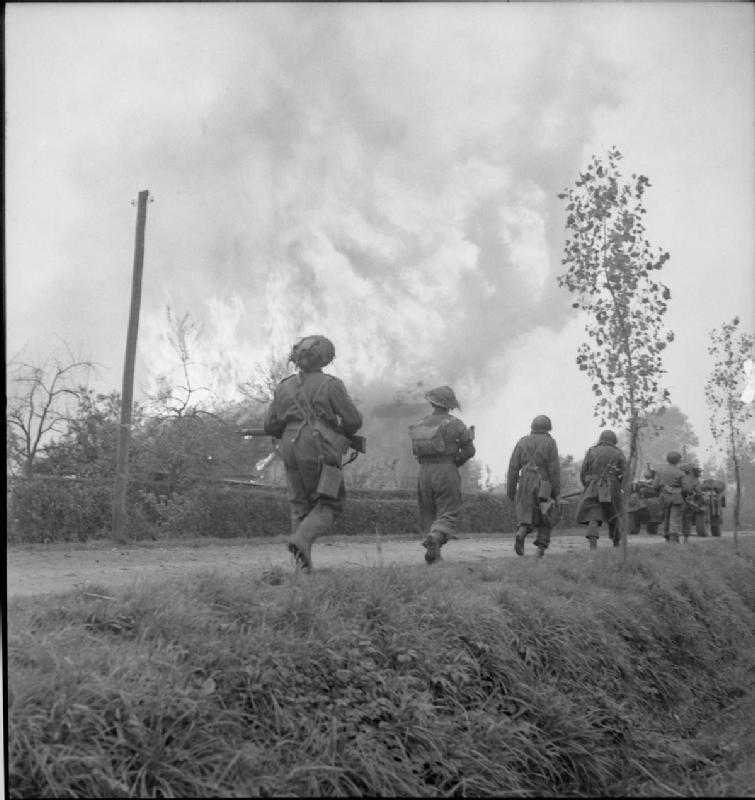
51 Dywizja Piechoty Highland, wspierana przez samochody pancerne Daimlera z 2 Pułku Derbyshire Yeomanry, mija płonący dom w Sint-Michielsgestel

51 Dywizja Piechoty Highland składająca się ze 152, 153 i 154 Brygady miała zaatakować z wioski Eerde w pobliżu Veghel, około 16 km od ’s-Hertogenbosch. Naprzeciwko 51 Dywizji stanęła doświadczona niemiecka 59 Dywizja Piechoty zajmująca „linię Eerde” do Liempde pomiędzy Boxtel i Veghel.
Atak rozpoczął się o świcie 23 października. 51 Dywizja zdobyła Schijndel względnie łatwo, a następnie nacierała konsekwentnie pomimo twardego oporu. 152 Brygada zaatakowała lasy na wschód od rzeki Dommel i okolicę Boxtel oraz wału Schijndel. Walcząc z zahartowanymi w bojach niemieckimi spadochroniarzami, Szkoci zdobyli swoje cele, choć ponosząc dotkliwe straty. W końcu dotarli do Vught, gdzie przy pomocy kanadyjskiej jednostki artyleryjskiej wyzwolili obóz koncentracyjny Hertogenbosch – jedyny obóz koncentracyjny, jaki kiedykolwiek zbudowano na ziemi holenderskiej. Pozycja w mieście była niepewna, ponieważ 7 Pułk Black Watch został poddany ciężkiemu ostrzałowi moździerzowemu z okolic Fort Isabella, ale do godz. 15:00 to zagrożenie również zostało przezwyciężone.
Tymczasem 7 Brygada Pancerna została zatrzymana przez niemieckie działa w Loon op Zand – 153 Brygadę wysłano im do pomocy, po czym wspólnymi siłami zajęli miasto, zanim ruszyli na północ, docierając do Sprang 30 października. 154 Brygada ruszyła następnie na północny zachód w kierunku Raamsdonk, dokąd dotarli pod koniec dnia. Niemcy desperacko chcąc uniknąć okrążenia, próbowali utrzymać trasę otwartą tak długo, jak to tylko możliwe, ale Brytyjczycy przekroczyli Donge po znalezieniu nienaruszonego mostu, a następnie zajęli miasto Geertruidenberg bez żadnego oporu. Mały niemiecki kontratak nie powstrzymał brytyjskiego natarcia i znaleziono wysadzony most nad rzeką Mozą.
Po zajęciu Schijndel i dotarciu do Boxtel, Szkoci wkroczyli do miasta tylko po to, aby zobaczyć, że zostało ono opuszczone przez Niemców. Podczas radosnych uroczystości i powitań wyzwolicieli przez miejscową ludność holenderską, odnaleziono ok. 100 spadochroniarzy 1 Dywizji Powietrznodesantowej i lotników, którzy uniknęli niewoli i ukrywali się po klęsce operacji Market Garden. Most w Hal został jednak wysadzony, a brzeg rzeki utrzymany przez Niemców. Osiągnięto wszystkie cele pierwszej fazy operacji, dlatego cała dywizja miała kilka dni odpoczynku. Dalej na południe, 2 Dywizja Szkocka przesunęła się w kierunku Tilburga. Po tej udanej fazie operacji pozostała dwa niemieckie wybrzuszenia w linii frontu, na południe od rzeki Mozy, przy czym największa z nich znajdowała się wokół ’s-Hertogenbosch.

#### ’s-Hertogenbosch

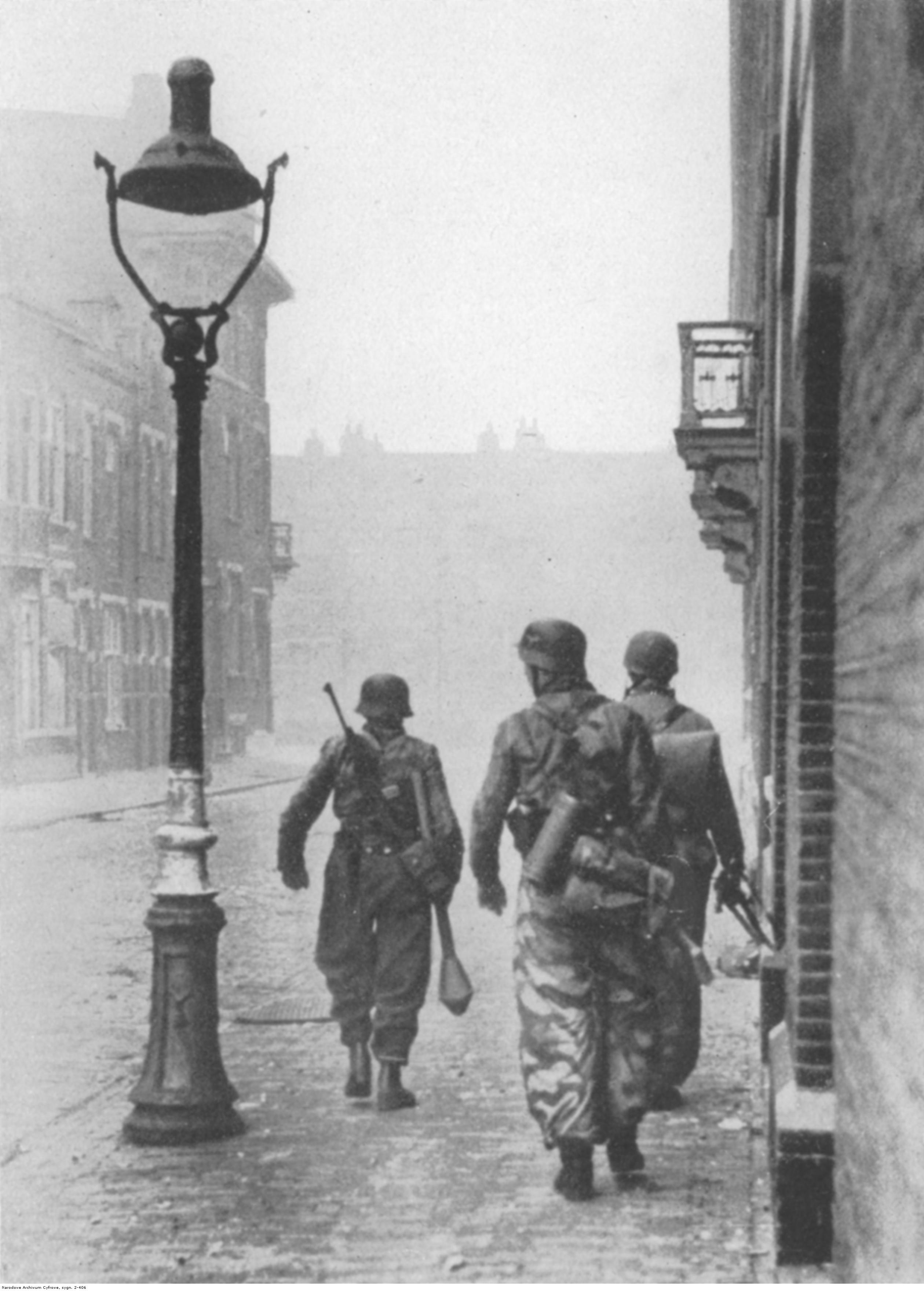
Niemieccy żołnierze w ’s-Hertogenbosch

We wczesnych godzinach porannych 24 października 1. kampania 5. batalionu Pułku Welch i 1. batalion Pułku East Lancashire rozpoczął nocny marsz wzdłuż linii kolejowej w świetle sztucznego księżyca (światła reflektorów odbijającego się od chmur). Podczas pobytu w ’s-Hertogenbosch 53 Dywizja jako całość zmierzyła się z weteranami z 712 Dywizji Piechoty Wehrmachtu.
Ciężki opór napotkał Pułku Dragonów Inniskilling od Pustynnych Szczurów, szczególnie w Middelrode, tocząc zażarte walki z siłami Waffen-SS. 53 Dywizja Walijska zdobyła pierwsze pozycje w ’s-Hertogenbosch we wczesnych godzinach porannych. O 4:30 wiodące elementy dywizji dotarły do północno-wschodniego krańca miasta. Walijczycy poruszali się szybko w pobliżu mostów nad małymi kanałami otaczającymi miasto. Przeszli przez sieć dróg wodnych, poruszając się przeprawami, z których wiele było nadal nienaruszonych, przecinających starą cytadelę. Żołnierze piechoty weszli do miasta wraz z czołgami Churchill Crocodile ze szwadronu C 79 Dywizji Pancernej wyposażonymi w miotacze płomieni.
1. kampania 5. batalionu Pułku Welch próbowała oczyścić północną część miasta i zdobyć most na rzece Dieze. Ta ostatnia próba zakończyła się porażką oddziału. Wiodący pluton zgubił się i chociaż most znaleziono w stanie nienaruszonym, później został wysadzony, pozostawiając żołnierzy odciętych na drugim brzegu kontrolowanym przez wroga. Następnie wkroczyły niemieckie działa samobieżne i w ciągu kolejnych dwunastu godzin toczyła się intensywna, nieprzerwana walka. Jedno z dział samobieżnych zostało obezwładnione przez granatnik PIAT, ale z powodu wyczerpania amunicji zaginiony pluton został zmuszony do poddania się. W sumie stracono około pięćdziesięciu ludzi, niektórzy próbowali z powrotem przepłynąć rzekę wpław.
Gdy reszta brygady dołączyła do 1 batalionu, Pułk East Lancs oczyścił obszar na południe od rzeki. Zorganizowano tam zasadzkę na niemiecką kolumnę, która wycofywała się do miasta od wschodu wzdłuż drogi prowadzącej do Hintham. Czołgi i pojazdy opancerzone Pułku Dragonów Inniskilling poruszały się po linii kolejowej; pojazdy były całkowicie odsłonięte na podwyższonym nasypie i narażone przez to na ostrzał wroga, ale wkrótce udało się im połączyć z piechotą. Wspierani przez te siły, żołnierze Pułku East Lancs ruszyli, by przejąć dwa mosty nad rzeką Aa i kanałem Zuid-Willemsvaart wzdłuż drogi prowadzącej z Hintham. Most na rzece Aa przejęto w stanie nienaruszonym, ale już ten nad kanałem Zuid-Willemsvaart został wysadzony w powietrze. Batalion zajął pozycje pomiędzy dwoma kanałami, po czym wkroczył do ’s-Hertogenbosch. Brytyjczycy nacierali przez wschodnią część miasta, a dwa plutony idące na szpicy zbliżyły się do mostu kolejowego nad rzeką Dommel. Po zaciętych walkach żołnierze zdobyli swoją stronę mostu, lecz został on wcześniej wysadzony w powietrze. Okazało się jednak, że w pobliżu znaleziono nietkniętą śluzę nad kanałem naprzeciwko dworca kolejowego.

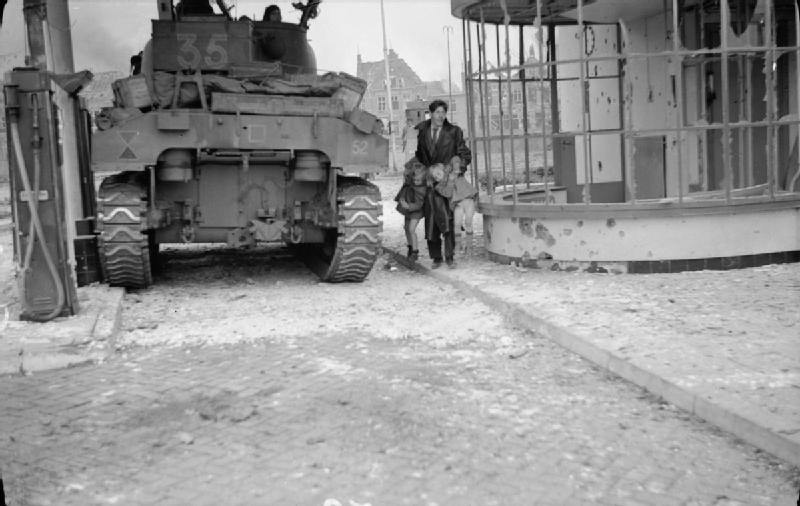
Holenderski cywil zabiera swoje dzieci z dala od strefy walk, przechodząc obok czołgu M4 Sherman podczas walk w ’s-Hertogenbosch

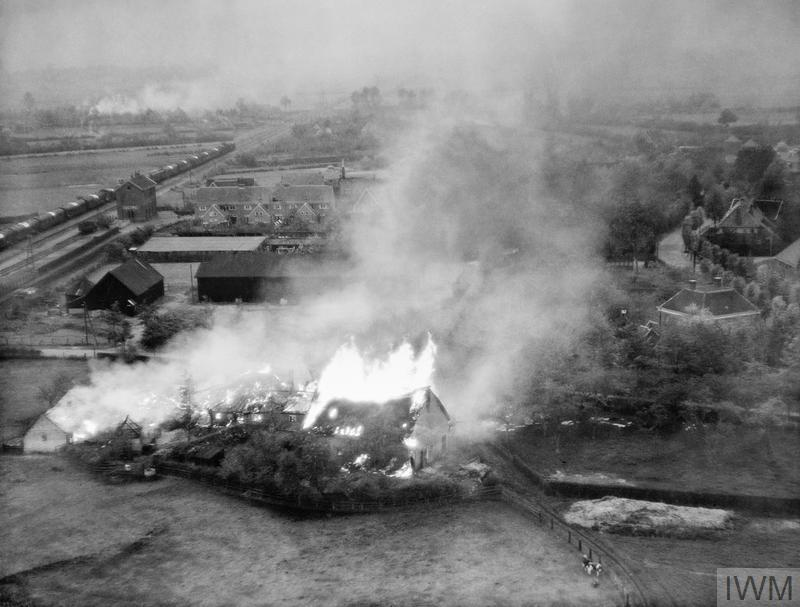
Czołgi Churchill Crocodile zostały użyte przeciwko pozycjom niemieckim na wschód od ’s-Hertogenbosch. Po lewej stronie widać nietknięty pociąg niemieckiego Czerwonego Krzyża

Następnego dnia 7 Królewski Pułk Welch pod osłoną dymu oraz wspierany przez moździerze, czołgi i miotacze ognia przeszedł po śluzie i pokonał niemiecki posterunek w pobliżu. Atak zaskoczył Niemców, dzięki czemu wzięto 25 jeńców. Reszta batalionu przeprawiła się na drugi brzeg, a po zachodniej stronie rzeki Dommel utworzono mocny przyczółek. Następnie Inżynierowie Królewscy zbudowali most Baileya, po czym obszar na północy został oczyszczony. 6. batalion próbował przepłynąć kanał łódkami, ale po zatopieniu jednej z nich wycofał się – w nocy Niemcy wzmocnili obronę tej okolicy. Pułk East Lancs z południa kontynuował swoje natarcie na północ wzdłuż brzegu Dommel, podczas gdy Royal Welch oczyścili miasto po stronie zachodniej. East Lancs połączyli się z Pułkiem Welch około 22:00, co oznaczało, że wszystkie przyczółki nad rzeką Dommel zostały zabezpieczone.
26 października Brytyjczycy ruszyli na północ w kierunku dworca kolejowego, który w tym czasie już płonął. Działo się to w noc; niemiecki garnizon stawiał zaciekły opór i dochodziło do ciężkich walk na krótkim dystansie. Atakujący szli od domu do domu i do końca dnia zabezpieczyli wiele kluczowych budynków oraz wzięli jeńców. Niemiecki dowódca garnizonu, major Riehl, został później schwytany podczas oczyszczenia północnych dzielnic miasta.
Następnego dnia zaczęły się operacje wymiatania resztek sił niemieckich z miasta, które znajdowało się już w większej części w rękach brytyjskich. Rano rozpoczął się niemiecki kontratak, gdy trzy czołgi i pięć dział samobieżnych wspieranych przez kompanię piechoty zbliżyło się do dworca od zachodu. Ogień z broni strzeleckiej i moździerzy 7. batalionu Królewskiego Pułku Welch rozproszył piechotę, a niemieckie pojazdy zostały zaatakowane przez działa przeciwpancerne. Obezwładniono dwa z nich, po czym kontratak został odparty. Kolejne cztery uszkodzone pojazdy niemieckie zostały później przejęte przez 1. batalion Pułku Welch.
Do wieczora 27 października niemiecki opór w ’s-Hertogenbosch w dużej mierze ustał i miasto zostało wyzwolone. 160 Brygada Piechoty zluzowała 158, kiedy w rejonie na zachód od rzeki Dommela 7 Brygada Królewskiego Pułku Welch przeniosła się do rezerwy na wschód od miasta. Bitwa została wygrana z ciężkimi stratami – zginęło 145 żołnierzy brytyjskich i 253 holenderskich cywilów zginęło podczas bitwy; straty niemieckie są nieznane, ale na pewno bardzo wysokie.

#### Tilburg

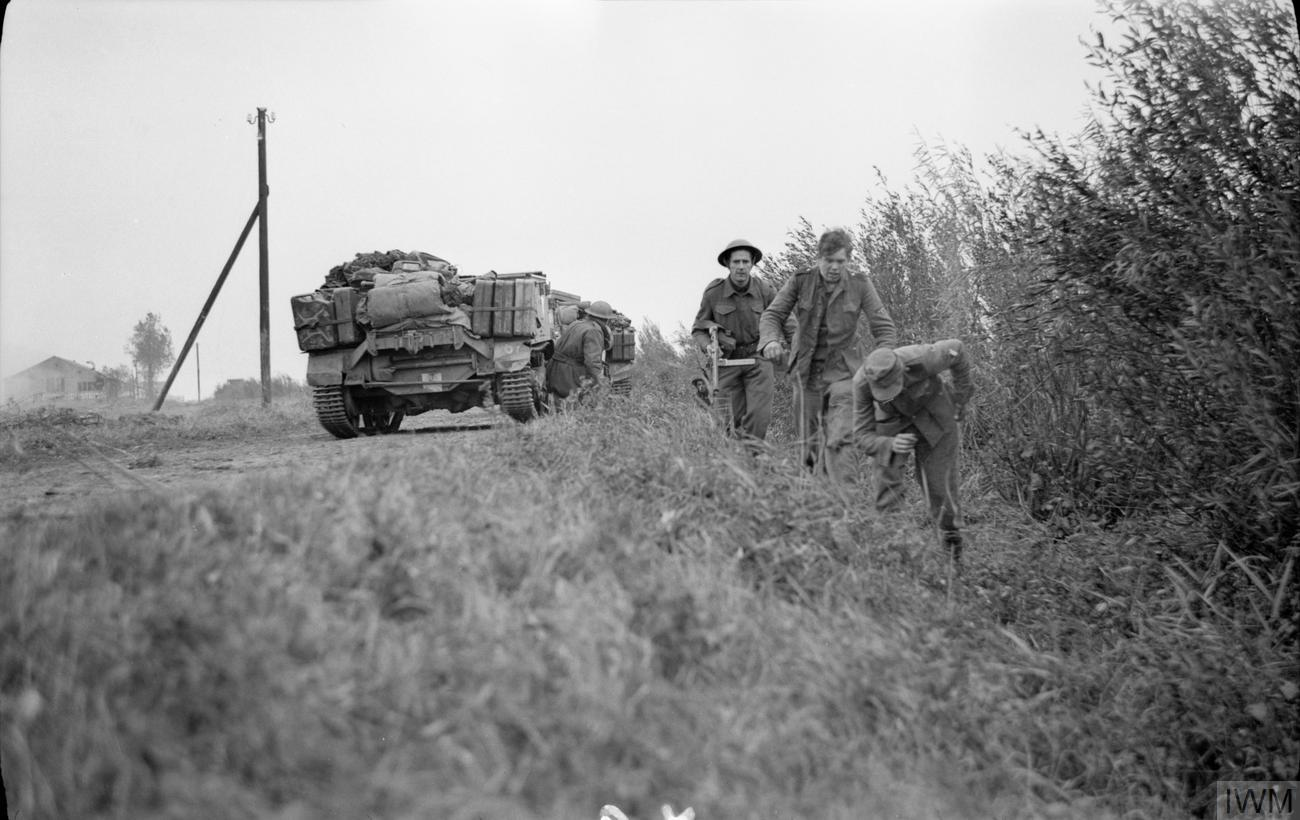
Niemieccy jeńców prowadzeni do rowu przez żołnierzy 6 Brygady Królewskiego Walijskiego Pułku Fizylierów obok transporterów Universal Carrier podczas walk wokół Hertogenbosch

Dalej na południe kolumna 15 Brygady Pancernej z 15 Dywizji i 6 Gwardyjska Brygada Pancerna atakując ze swoich pozycji w pobliżu Moergestel zdobyły Oisterwijk w energicznej akcji we wczesnych godzinach porannych26 października. Główne siły 15 Dywizji przyłączyły się następnie do skoordynowanych ataków na Tilburg, jedno z największych miast przemysłowych w Holandii. Szkotom pomagała Królewska Niderlandzka Zmotoryzowana Brygada Piechoty, która zaatakowała z południa. Holendrzy nie byli jednak w stanie dostać się do Tilburga i zostali przygwożdżeni w Broekhoven, gdzie toczyły się walki. Zabito czterech żołnierzy, ale to wystarczyło, aby wyprzeć Niemców z miasta. W rezultacie 44 Brygada Piechoty Lowland atakująca w stronę Tilburga napotkała jedynie niewielki opór i wyzwoliła miasto 27 października po wycofaniu się Niemców. Wkraczający alianci zostali spontanicznie i radośnie powitani przez ludność holenderską. 15 Dywizja Szkocka została więc odwołana z dalszego ataku w stronę Tilburga, który był już bezcelowy; Szkoci mogli teraz ruszyć w kierunku miasta Goirle, gdzie mieli połączyć się z elementami polskiej 1 Dywizji Pancernej.
15 Dywizja, a za nią 6 Brygada Pancerna Gwardii otrzymały rozkaz natychmiastowego powrotu do VIII Korpusu na wschodniej flance, gdzie rozpoczął się właśnie niemiecki kontratak na bagnach Peel na południowy wschód od Eindhoven.

### Brytyjski I Korpus

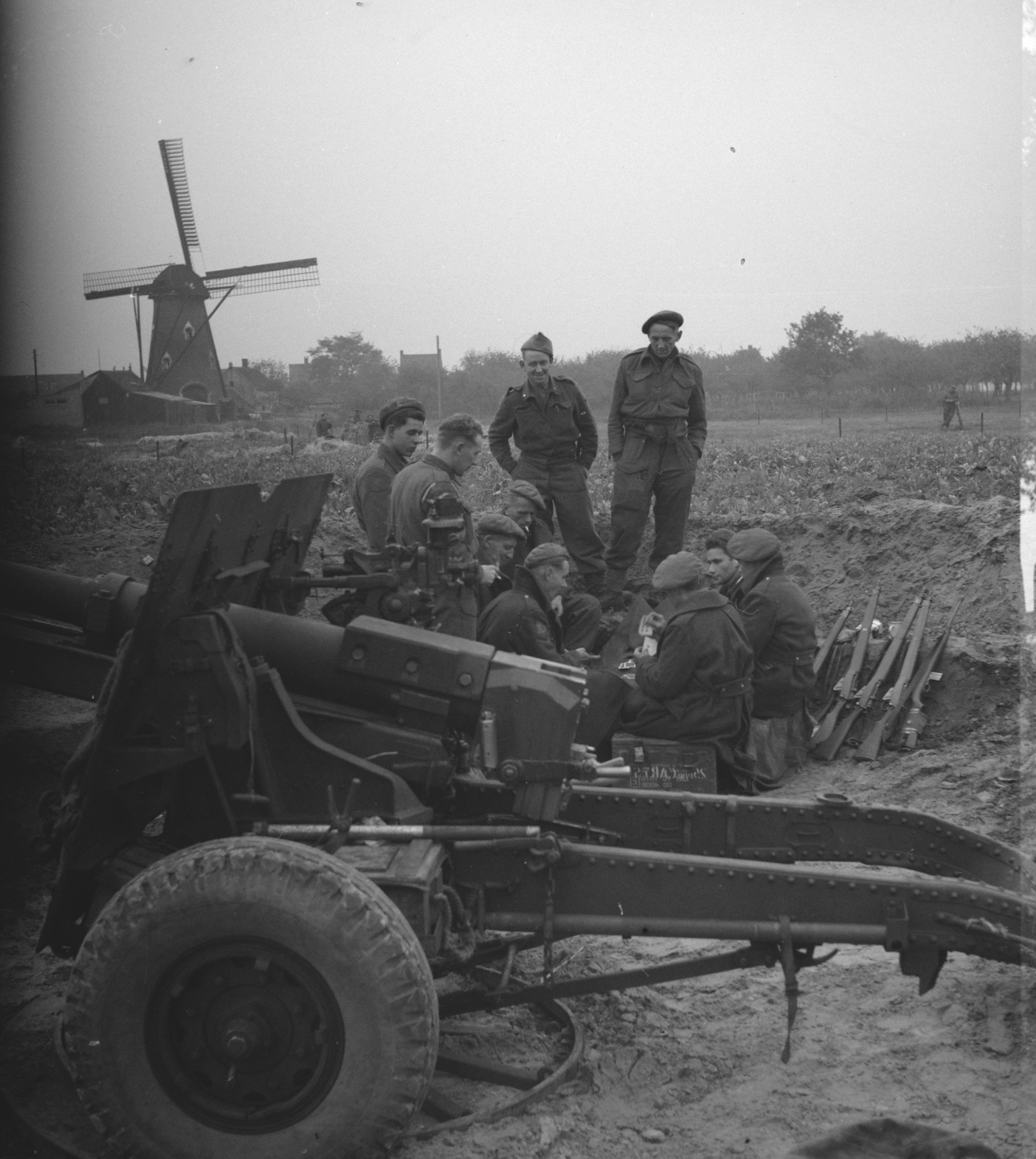
Królewska Niderlandzka Zmotoryzowana Brygada Piechoty przy drodze Tilburg-Breda, 26 października 1944 r.

I Brytyjski Korpus rozpoczął atak 23 października, aby przedostać się z przesmyku Południowy Beveland w kierunku ważnego szlaku wodnego Hollands Diep, mając nadzieję na wciśnięcie Niemców na mniejszą przestrzeń. Korpus składał się z kanadyjskiej 4 Dywizji Pancernej, kanadyjskiej 2 Brygady Pancernej, polskiej 1 Dywizji Pancernej, nowo przybyłej amerykańskiej 104 Dywizji Piechoty oraz brytyjskiej 49 Dywizji Piechoty wspieranej przez 34 Brygadę Pancerną.
Natarcie rozpoczęło się w tym samym czasie, co atak XII Korpusu, a belgijskie miasto Esschen zostało zajęte dwa dni później przez Pułk Algonquin. Postęp został jednak spowolniony przez miny i blokady drogowe, ale jak dotąd rzeczywista walka z wrogiem zdarzała się sporadycznie. Zmieniło się to diametralnie po przekroczeniu granicy holenderskiej, gdy Wouwse Plantage zostało zdobyte kosztem wielu ofiar.

26 października 1944 r. feldmarsz. von Rundstedt nakazał: 

aby uprzedzić przełamanie naszych linii przez wroga i oszczędzić nasze siły, niniejszym upoważniam 15. Armię do wycofania się na linię ogólnej Bergen op Zoom-Roosendaal-Breda-Dongen-na zachód od ’s-Hertogenbosch

#### Bergen op Zoom

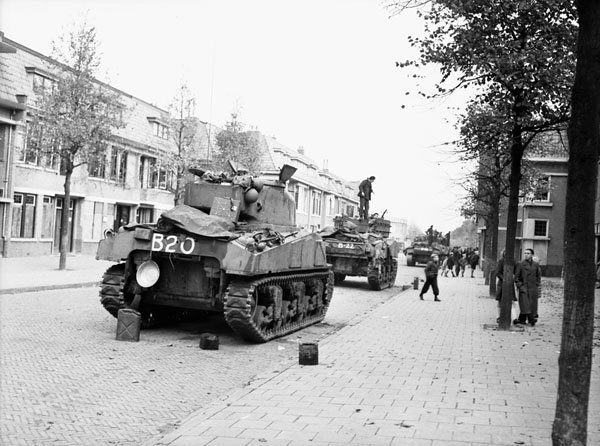
Czołgi Sherman z Pułku South Alberta w niedawno wyzwolonym Bergen op Zoom, 29 października 1944 r.

27 października kanadyjska 4 Dywizja Pancerna znajdowała się na obrzeżach Bergen op Zoom, dwie kompanie piechoty z Pułku Lincoln and Welland ruszyły czołgami na jezdnię na południe i wschód od miasta. Postęp Kanadyjczyków w kierunku Bergen op Zoom zmusił von Rundstedta do przesunięcia elitarnego 6 Pułku Strzelców Spadochronowych, który do tej pory blokował kanadyjską 2 Dywizję na przesmyku Południowy Beveland. Po pewnym zamieszaniu co do tego, kto bronił miasta, przeważnie 711 Dywizja Piechoty, Pułk South Alberta oraz Pułk Lincoln and Welland wkroczyli do Bergen op Zoom następnego dnia i dotarli do zabytkowego rynku. Wyzwolili następnie większość miasta, o którym raportowali, że „przyjęcie mieszkańców Bergen Op Zoom było tak entuzjastyczne i dzikie, jak nigdy dotąd”. Niemcy wciąż jednak utrzymywali północną część miasta, a intensywne walki nad kanałem trwały przez następne dwa dni. Niemcy całkowicie opuścili miasto 30 października, ale dopiero w pierwszym tygodniu listopada Bergen-op-Zoom znalazło się poza zasięgiem niemieckiej artylerii. Minęło też kilka dni, zanim cały brytyjski I Korpus był w stanie przejść na północ wzdłuż linii łączącej Bredę i Bergen op Zoom przez Roosendaal.
Po wyzwoleniu Bredy polska 1 Dywizja Pancerna wraz z kanadyjską 2 Brygadą Pancerną ruszyła w kierunku Moerdijk i znajdujących się tam najważniejszych mostów przez rzekę Mozę. Wkrótce dotarli do linii rzeki Mark i jej kanału. Rozpoczęły się ciężkie walki; przed końcem października atakujący nie byli w stanie ustanowić przyczółka na drugim brzegu kanału.
Ponieważ armia kanadyjska była już w Esschen i Bergen Op Zoom, formacje niemieckiego korpusu LXVII w rejonie Korteven zostały zagrożone okrążeniem, a LXVII Korpus gen. Otto Sponheimera został już upoważniony do rozpoczęcia generalnego odwrotu. W ten sposób Kanadyjczycy byli w stanie zająć Korteven, a obszar między nimi a morzem został oczyszczony, co oznaczało, że można było przerzucić tę jednostkę do bitwy o Skaldę, w ramach której przeprowadzili oni operację Vitality.

### Przyczółek Breda i kanał Mark

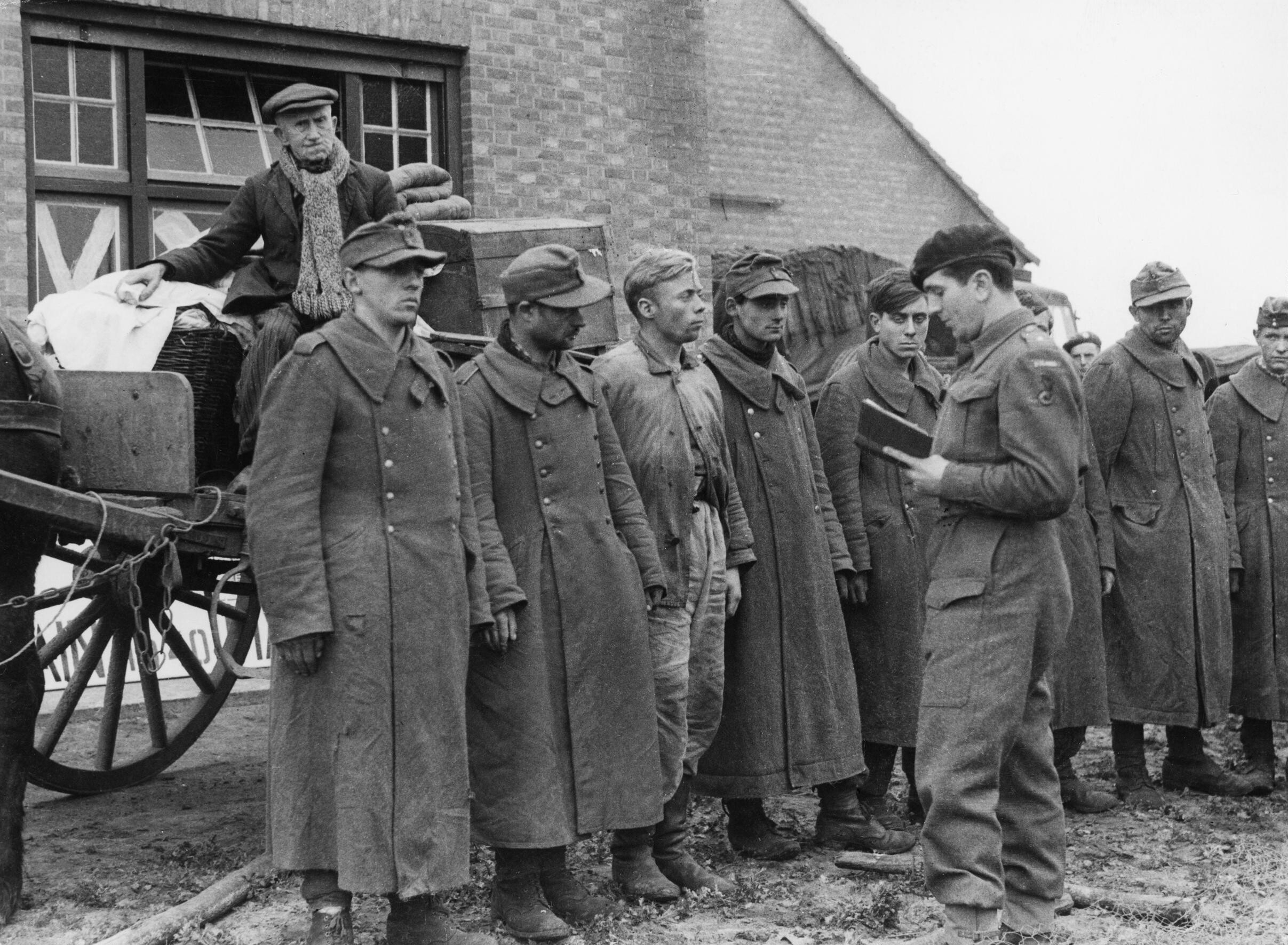
Niemieccy jeńcy przesłuchiwani przez porucznika polskiej 1 Dywizji Pancernej podczas operacji Breda, październik 1944 r.

Brytyjski I Korpus kontynuował walkę na północy w rejonie przybrzeżnym i do końca 27 października polska 1 Dywizja Pancerna gen. Stanisława Maczka w pobliżu granicy między armiami (1 kanadyjską i 2 brytyjską), po odcięciu drogi z Tilburga rozpoczęła manewr okrążający na miasto Breda. Tam dywizja została podzielona na dwie grupy bojowe. Południowa grupa nacierała z Gilze przez Bavel na południowe obrzeża Bredy. Północna grupa bojowa zaatakowała przez wioski Molenschot i Dorst, aby oflankować północne obrzeża miasta.
We wczesnych godzinach porannych 29 października obie grupy bojowe rozpoczęły atak na Bredę. Wkrótce Gilze znalazło się w polskich rękach, a za nim wioski Molenschot i Dorst. Atak na samo miasto został jednak utrudniony przez niemiecką artylerię i kontratak w pobliżu Dorst, który, choć odparty, opóźnił wyzwolenie miasta. Niemcy obawiając się okrążenia, wycofali się na północ, a następnego dnia całe miasto zostało wyzwolone. Polaków powitała spontaniczna reakcja Holendrów, a w walkach zginęło 42 polskich żołnierzy i dwóch Kanadyjczyków oraz dwa razy tyle rannych, ale straty wśród ludności cywilnej były niewielkie, a zabudowa miasta praktycznie nie ucierpiała.
Aby przejąć mosty na rzece Mozie, konieczne było przekroczenie Kanału Mark, co poszerzyłoby alianckie linie. 31 października miasto Moerdijk zostało zdobyte przez Polaków wspieranych przez brytyjską Artylerię Królewską oddaloną o 6,4 km w pobliżu Zevenbergen. Działa znajdowały się cały czas na granicy zasięgu z powodu szybkiego tempa polskiego natarcia. Polakom udało się potem przepłynąć kanał, ale oczekiwane posiłki zostały odrzucone z przeprawy, kiedy w polskie pozycje uderzyło kilka ciężkich niemieckich kontrataków. Obrońcom udało się odeprzeć atak, lecz następnego dnia Niemcy zaatakowali z jeszcze większą siłą; przez cały dzień i do wieczora Polacy desperacko utrzymywali się na przyczółku. Dopiero gdy artyleria została przeniesiona na nowe pozycje, zatrzymał się impet niemieckiego ataku.

#### Rzeka Mark
Amerykańska 104 Dywizja Piechoty została przeniesiona z bitwy o las Hürtgen, aby dołączyć do 21 Grupy Armii i pomóc w jej operacjach. Amerykanów ustawiono na lewym boku brytyjskiej 49 Dywizji Piechoty, a po prawej stronie polskiej 1 Dywizji Pancernej. Dywizja został przyłączona do operacji ofensywnych od 20 października.
30 października, po pięciu dniach nieprzerwanych działań, Amerykanie posunęli się 24 km w kierunku rzeki Mark i wyzwolili miasto Zundert po ciężkiej walce. Wkrótce potem przejęli kontrolę nad drogą Breda-Roosendaal i pokonali obronę Kanału Vaart. Obrońcy Achtmaal, Leur i Etten poddali się, gdy dywizja dotarła do rzeki Mark 31 października. Skoordynowany atak nad rzeką Mark w Standdaarbuiten 2 listopada ustanowił przyczółek na drugim brzegu, a reszta dywizji przekroczyła rzekę. Przez następne dwa dni Amerykanie ścigali resztki nieieckich oddziałów na północ, w stronę Mozy. Zevenbergen zostało zdobyte, a linię Mozy osiągnięto 5 listopada.

#### Z drogi Rebound-Roosendaal do Willemstad

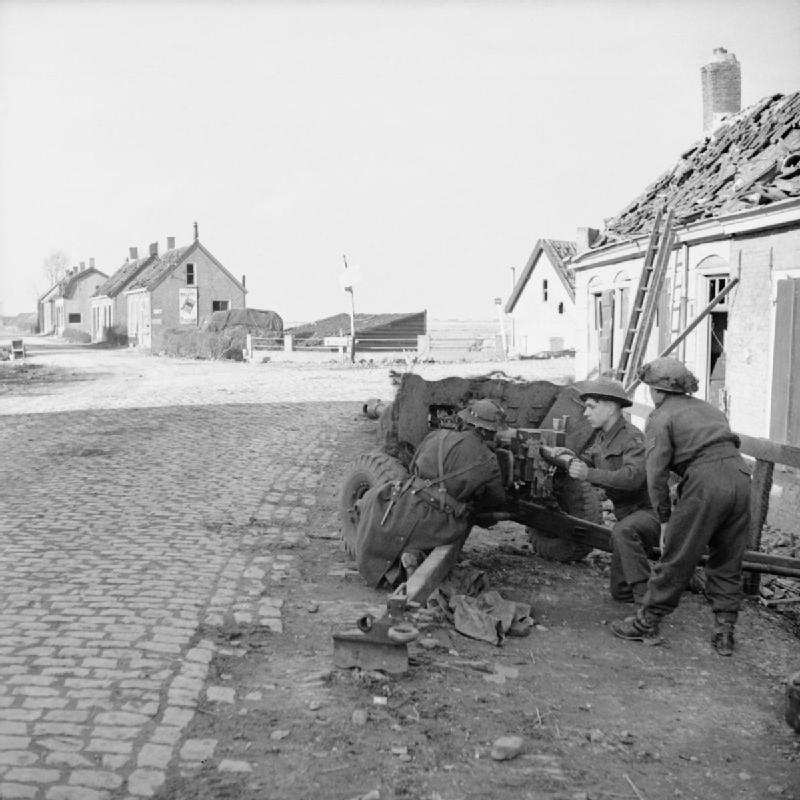
Sześciofuntowe działo przeciwpancerne 4. batalionu Hallamshires z 49 Dywizji Piechoty, pilnujące drogi do Willemstad

Brytyjska 49 Dywizja Piechoty wraz z kanadyjską 4 Dywizją Pancerną ruszyły w kierunku Bredy. Brytyjczycy mieli zaatakować w kierunku Loenhout, a następnie uwolnić grupę bojową Clarkeforce, aby wykorzystać wyłom w liniach wroga i przejść główną drogą do Wuustwezel. 20 października rozpoczęto ostrzał, po którym Clarkeforce zostało wysłane o godzinie 16:00, omijając niektóre punkty obrony, które miały zostać zniszczone przez wojska drugiego rzutu, i dotarło do obszaru zwanego „Kamiennym Mostem”. Walka o ten punkt trwała przez większość popołudnia, ale most został zajęty, zanim Niemcom udało się całkowicie go zburzyć, a Clarkeforce przeszło po nim, aby wyjść na tyły Wuustwezel, biorąc około 500 jeńców w ciągu jednego dnia. Czołgi atakowały dalej w ciemnościach, dopóki nie zatrzymały ich niemieckie blokady dróg.
Grupa bojowa zbliżyła się następnie do Nieuwmoer. Szpica Clarkeforce została zatrzymana przez powalone pnie drzew, dopóki nie roztrzaskała ich artyleria, a natarcia było kontynuowane. 22 października Kanadyjczycy dotarli do Esschen i zdobyli je po unieszkodliwieniu rozrzuconych po całym mieście niemieckich punktów oporu. 56 Brygada Piechoty przygotowała drogę, przechodząc z Esschen do Nispen w nocy z 25 na 26 października. Następnego ranka Clarkeforce nacierało w kierunku Brembosch przeciwko silnym niemieckim obrońcom. Napotkano wiele przeszkód, w tym ogromny rów przeciwpancerny.
Utrata Esschen i jego ważnych skrzyżowań rozgniewała Oberkommando der Wehrmacht, które zdawało sobie sprawę z tego, że był to ich najsłabszy punkt. Odmówiono wycofania się, a dowódca LXVII Korpusu Otto Sponheimer rozpoczął duży kontratak. 49 Dywizja poczuł pełną siłę kontrataku 256 Dywizji Piechoty, który otrzymał polecenie odzyskania Wuestwezel przy wsparciu artylerii ich macierzystego korpusu LXVII. Kontratak spadł na Pułk Leicestershire; dwa plutony kompanii A zostały pokonane, a sześć niemieckich czołgów przedarło się. Niemniej jednak reszta Pułku walczyła w towarzystwie czołgów Churchill, a cztery niemieckie czołgi zostały obezwładnione. Niemcy kontynuowali atak do wieczora, kiedy wycofali się, ponosząc ciężkie straty w ludziach, a także tracąc w sumie trzynaście czołgów i dział samobieżnych.
Do 31 października Clarkeforce przeszła przez rzekę Wouw i dotarła do Roosendaal. Zażądano wsparcia artylerii i pojazdów pancernych w ataku na miasto, ponieważ spodziewano się dużego oporu. Patrol pod osłoną mgły odkrył jednak, że Niemcy się wycofali, co uratowało miasto i jego ludność przed dalszym zniszczeniem. Ostatnim celem 49 Dywizji był Willemstad na Hollands Diep. Cel znajdował się 16 km w głąb terenu nieprzystosowanego do poruszania się ciężkich pojazdów, dlatego Clarkeforce zostało rozwiązane, a dywizja przeprowadziła konwencjonalny atak piechoty. Willemstad zostało wyzwolone praktycznie bez oporu 6 listopada po wycofaniu się niemieckiego garnizonu za Mozę.

### Niemiecki odwrót
Von Runsdedt zdał sobie sprawę z niebezpieczeństwa sytuacji i zamierzał odwrócić uwagę sił brytyjskich. 26 października dwie niemieckie dywizje zmechanizowane uderzyły w słabo obsadzone pozycje 2 Armii na bagnach Peel znacznie dalej na południe. Amerykańska 7 Dywizja Pancerna przyjęła na siebie ciężar tego ataku i groziło jej odcięcie w pobliżu miasta Meijel. Gen Miles Dempsey zareagował jednak bardzo szybko i przeniósł 15 Brygadę Szkocką Brygadę Pancerną i 6 Brygadę Pancerną Gwardii z Tilburga, aby w ciągu jednego dnia nawiązali kontakt z Amerykanami. Od 29 października do 7 listopada w ciężkich walkach, często w błocie i deszczu, siły te odepchnęły Niemców z powrotem na ich pozycje wyjściowe i zagrożenie zostało usunięte.
Wraz z całkowitą porażką kontrataku von Rundstedta, starając się, aby 15 Armia nie została zniszczona, niemiecki dowódca zezwolił na wycofanie się na linię rzeki Mark i Kanału Mark. Front niemiecki wzdłuż linii pomiędzy Bergen op Zoom i ’s-Hertogenbosch przez Bredę został już przełamany, tak samo jak na obszarze na południe od Mozy.
Von Rundstedt poinformował Adolfa Hitlera, że 15 Armia musi wycofać się za linię rzeki Waal, ale Hitler nakazał mu utrzymać się w strefie na południe od Maas. Gdy sytuacja 15 Armii nadal się pogarszała, von Rundstedt poprosił o nowe rozkazy. Odpowiedź Hitlera jedynie powtórzyła jego przednie żądanie i poinformowała o tym, że nakazano znaczne wzmocnienie 15 Armii. Bardziej znaczący, pod względem operacyjnym, był rozkaz, aby gen. Kurt Student, dowodzący 1 Armią Spadochronową po lewej od 15 Armii, przejął dowództwo nad wszystkimi siłami niemieckimi w północno-zachodniej części Holandii, znaną jako Grupa Armii Student. Formalnie powstała 11 listopada, a później została przemianowana na Grupę Armii H z trzema grupami armii na froncie zachodnim.

### Ostatnie operacje
4 listopada 51 Dywizja Piechoty Highland zaatakowała kanał Afwaterings. To był ostatni niewielki przyczółek Niemców dokładnie na zachód od ’s-Hertogenbosch. Pomagała jej 7 Dywizja Pancerna na lewej flance. Wspólnie brytyjska piechota i czołgi w ciągu kilku dni oczyściły obszar 38 km kw. i wyeliminowały przyczółek. Jednak do 5 listopada nieubłagany nacisk wywierany przez formacje I Korpusu, wspierany przez myśliwce bombardujące RAF-u, przełamał linię rzeki Mark. W ciągu następnych trzech dni korpus zamknął swoje działania nad rzeką Mozą, choć nie na tyle szybko, aby uniemożliwić Niemcom zniszczenie mostów w Moerdijk. To całkowicie zakończyło ofensywę.

## Następstwa

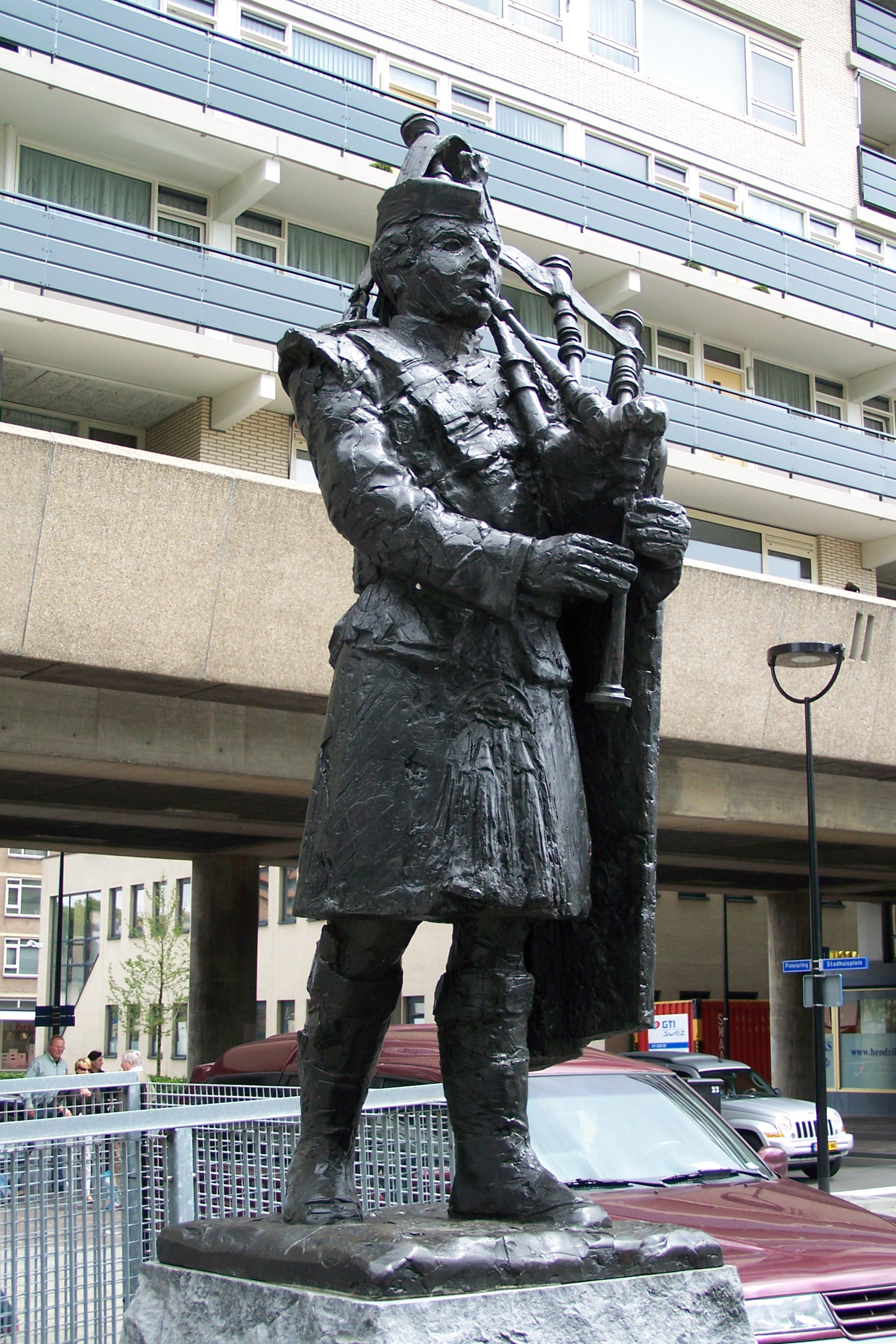
Pomnik szkockiego kobziarza w Tilburgu

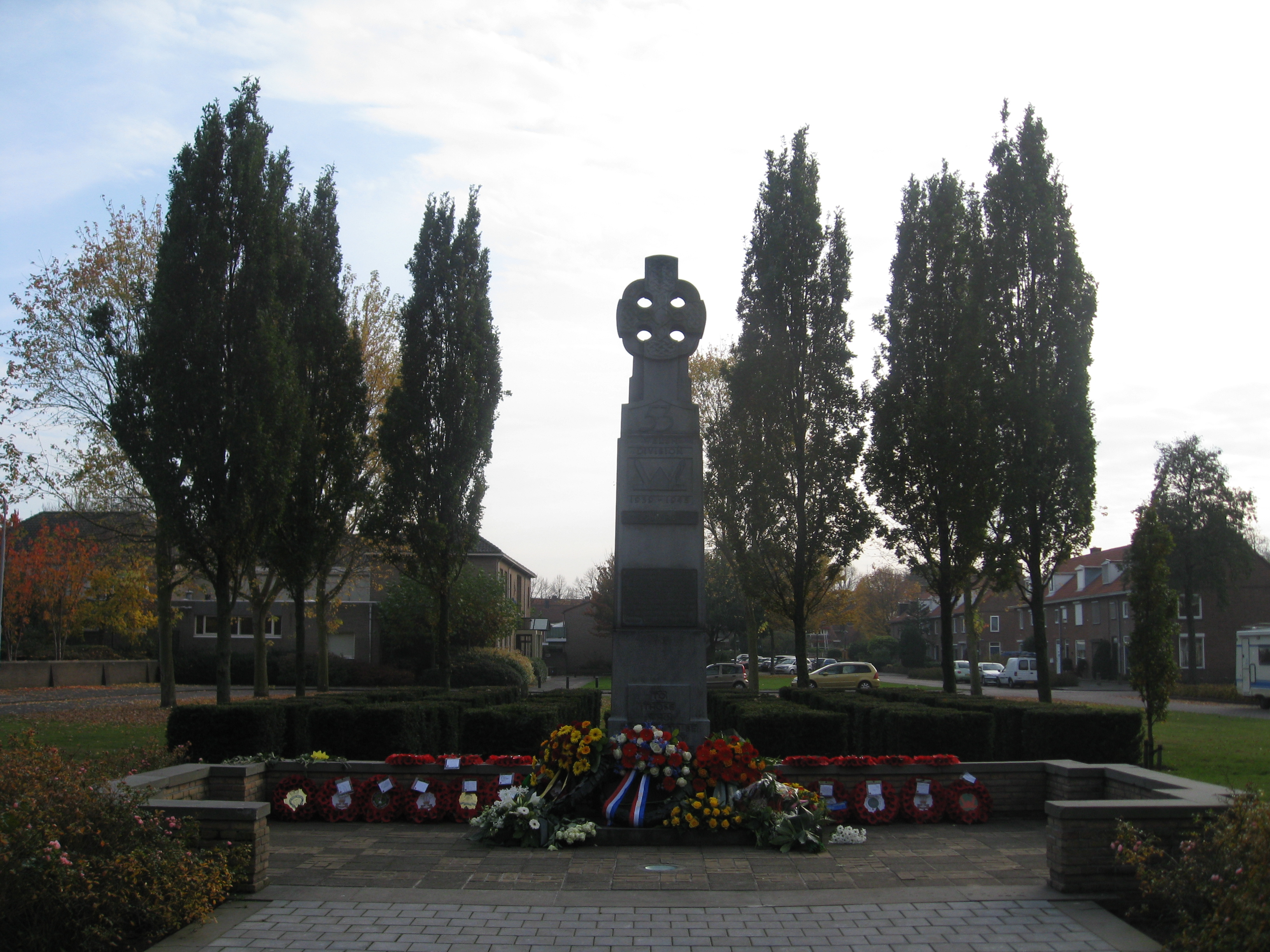
Pomnik 53 Dywizji Walijskiej w ’s-Hertogenbosch

Po ukończeniu operacji Pheasant kanadyjska piechota przejęła odpowiedzialność za linię rzeki Mozy w górę rzeki aż do Maren, a także sektor Nijmegen, luzując XXX Korpus.
Niemiecki odwrót nigdy nie zamienił się w bezładną ucieczkę i Wehrmacht stosował taktyki opóźniające. Alianci nie byli w stanie zadać wojskom nieprzyjaciela decydującego ciosu, ale mimo to osiągnęli zasadniczy cel oczyszczenia z sił niemieckich regionu pomiędzy Antwerpią a Mozą, aby zabezpieczyć alianckie linie zaopatrzenia. Ponadto ofensywa całkowicie odcięła Niemców, którzy pozostawili swoje pozycje u ujścia rzeki Skaldy. W wyniku zakończenia ofensywy w listopadzie i przy pełnym zabezpieczeniu wyspy Walcheren; ponad 40 tys. Niemców dostało się do niewoli, a rzeka Skalda została oczyszczona z przeszkód i mogła stać się bezpieczną trasą do najważniejszego portu w Antwerpii, którego potrzebowali alianci w nadchodzących miesiącach. 
Niemcy ponieśli ciężkie straty; 15 Armia podczas tej operacji straciła w sumie 8 tys. wziętych do niewoli i tyle samo zabitych lub rannych. 712 Dywizja, z której ubyło prawie 1700 pojmanych i wielu zabitych lub rannych, została zreorganizowana i wysłana na front wschodni. 59 Dywizja Piechoty została wycofana na wyspę Nijmegen w celu jej obrony przed atakami Niemców. Dla Holendrów wyzwolenie było długo oczekiwaną ulgą - Brabancja Północna była teraz prawie w całości pod kontrolą sojuszników. Wyzwolone miasta poniosły jedynie niewielkie szkody, z wyjątkiem ’s-Hertogenbosch. Tilburg, Wilemstadt, Breda, Roosendaal i Bergen op Zoom ostały się prawie nietknięte, a ofiary cywilne były nieliczne. Stało się tak, ponieważ uniknięto poważnych walk, gdy Niemcy wycofali się z miejsca na miejsce.
Po sukcesie operacja Pheasant i pokonaniu niemieckiego kontrataku pod Meijel pozostały dwie niemieckie kieszenie na południe od dolnej części rzeki Mozy. Miały one postać małego przyczółka na zachód od ’s-Hertogenbosch zwróconego w stronę XII Korpusu i kolejnego wzdłuż linii rzeki Mark w kierunku brytyjskiego I Korpusu.
W listopadzie i grudniu północno-zachodnia Limburgia została wyzwolona przez brytyjską 2 Armię. W tym samym czasie zdecydowana większość terytorium Holandii na południe od Renu była już wolna od niemieckiej okupacji. Najbardziej wschodnia cześć Brabancji Północnej została wyzwolona po ofensywie w Ardenach. Ostatnim krokiem w wyzwoleniu południowej Holandii były operacje brytyjskie i kanadyjskie, którym udało się oczyścić północno-wschodnią Limburgię w ramach operacji Blackcock w styczniu 1945 r., a następnie w kwietniu, kiedy operacja Anger wyzwoliła rejon Arnhem.

## Pamięć
W ’s-Hertogenbosch znajduje się pomnik upamiętniający poległych żołnierzy 53 Walijskiej Dywizji Piechoty. Plac za pomnikiem nazwano na ich cześć Placem 53 Dywizji Walijskiej. Obchody odbywają się tu corocznie 27 października. W Tilburgu znajduje się pomnik szkockiego kobziarza.